# Internationale Jahre und Dekaden
Von den Vereinten Nationen (UNO) ausgerufene Internationale Jahre bzw. UN-Dekaden waren, sind oder werden sein:

## Internationale Jahre

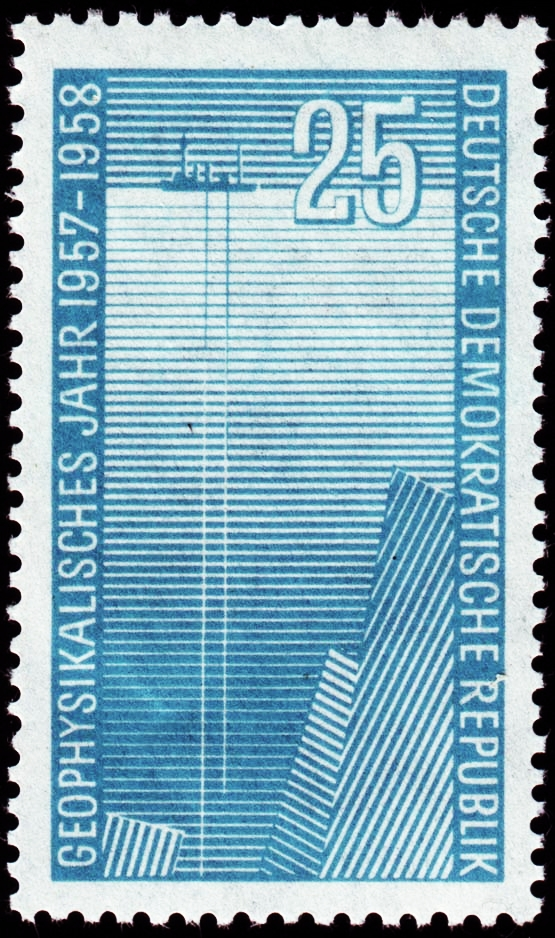
Briefmarke der DDR (1958): Internationales Geophysikalisches Jahr 1957/1958

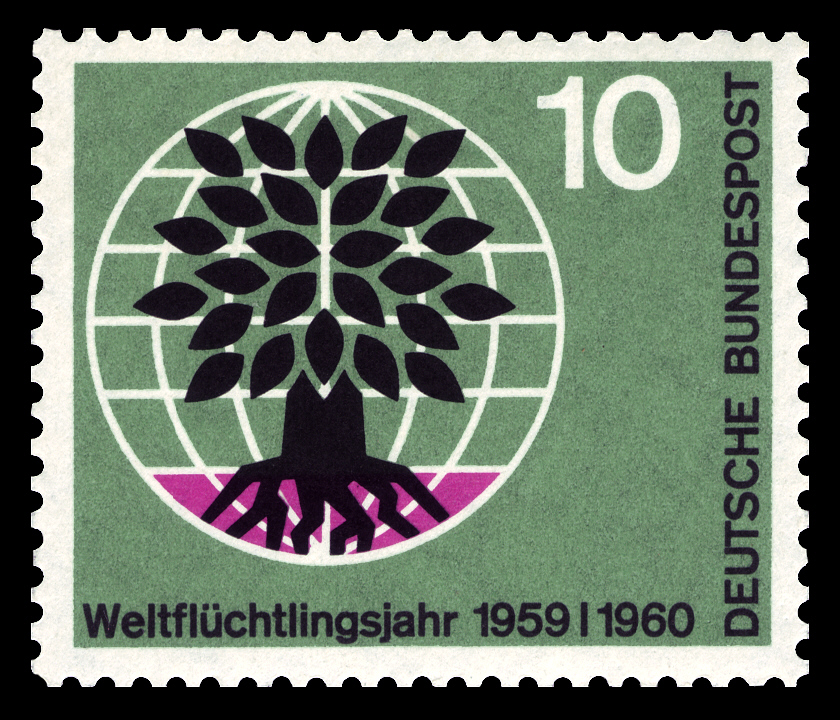
Briefmarke der Deutschen Bundespost (1960): Weltflüchtlingsjahr 1959/1960

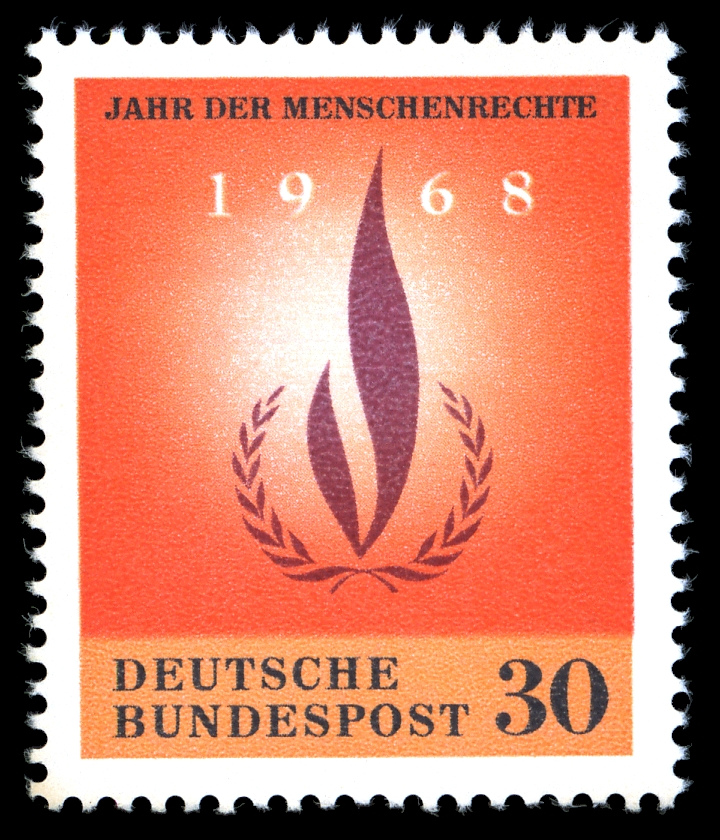
Briefmarke der Deutschen Bundespost (1968): Internationales Jahr der Menschenrechte

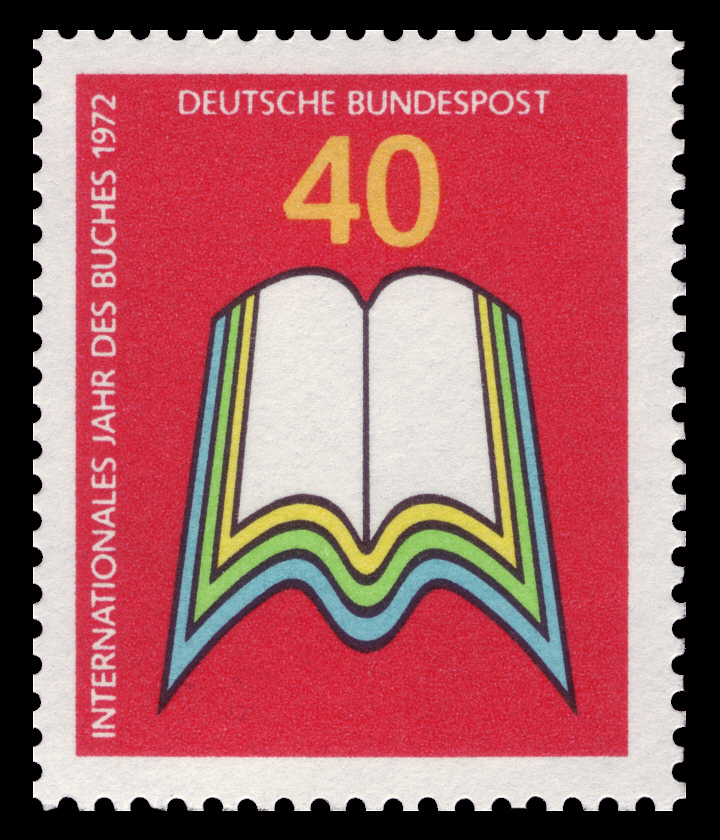
Briefmarke der Deutschen Bundespost (1972): Internationales Jahr des Buches

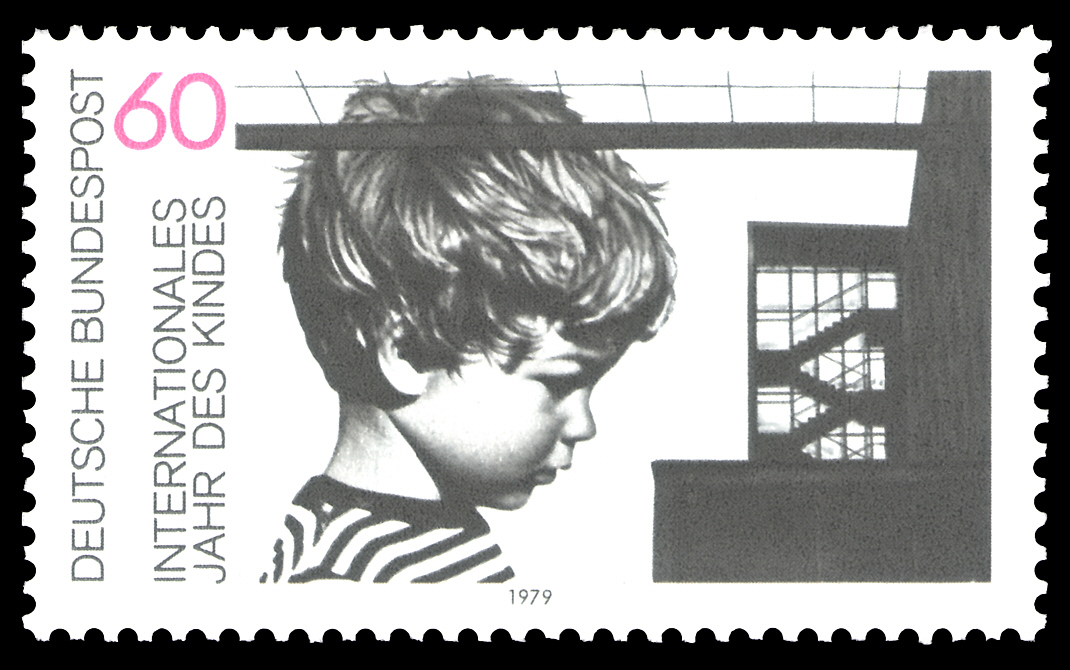
Briefmarke der Deutschen Bundespost (1979): Internationales Jahr des Kindes

### 1950–1969
- 1957/1958: Internationales Geophysikalisches Jahr
- 1959/1960: Weltflüchtlingsjahr
- 1961: Internationales Jahr der Gesundheit und medizinischen Forschung
- 1964/1965: Internationales Jahr der ruhigen Sonne
- 1965: Internationales Jahr der Kooperation
- 1966: Internationales Jahr des Reises
- 1967: Internationales Jahr des Tourismus
- 1968: Internationales Jahr der Menschenrechte

### 1970–1979
- 1970: Internationales Jahr der Bildung
- 1971: Internationales Jahr zur Bekämpfung des Rassismus und der Rassendiskriminierung
- 1972: Internationales Jahr des Buches
- 1974: Weltbevölkerungsjahr
- 1975: Internationales Jahr der Frau
- 1978/1979: Internationales Anti-Apartheid-Jahr
- 1979: Internationales Jahr des Kindes

### 1980–1989
- 1981: Atatürk-Jahr
- 1981: Internationales Jahr der Behinderten
- 1982: Internationales Jahr der Mobilisierung von Sanktionen gegen Südafrika
- 1983: Internationales Jahr der Kommunikation
- 1984: Jahr der Frauen in Südafrika
- 1985: Jahr der Vereinten Nationen
- 1985: Internationales Jahr der Jugend 1985
- 1986: Internationales Jahr des Friedens
- 1987: Internationales Jahr zur Beschaffung von Unterkünften für Obdachlose

### 1990–1999
- 1990: Internationales Jahr der Literatur
- 1992: Internationales Jahr des Weltraums
- 1993: Internationales Jahr der indigenen Völker
- 1994: Internationales Jahr der Familie
- 1994: Internationales Jahr des Sports und des Olympischen Ideals
- 1995: Internationales Jahr des Gedenkens an die Opfer des Zweiten Weltkriegs
- 1995: Internationales Jahr der Toleranz
- 1996: Internationales Jahr zur Beseitigung der Armut
- 1997  Internationales Jahr des Riffs
- 1998: Internationales Jahr des Ozeans
- 1999: Internationales Jahr der älteren Menschen

### 2000–2009
- 2000: Internationales Jahr der Danksagung
- 2000: Kultur des Friedens
- 2001: Internationales Jahr der Mobilisierung gegen Rassismus, Rassendiskriminierung, Fremdenfeindlichkeit und damit zusammenhängende Intoleranz
- 2001: Internationales Jahr der Freiwilligen (IJF)
- 2001: Internationales Jahr des Dialoges der Kulturen / Jahr des Dialogs zwischen den Kulturen
- 2002: Internationales Jahr des Ökotourismus
- 2002: Internationales Jahr der Berge
- 2002: Internationales Jahr des Kulturerbes
- 2003: Internationales Jahr des Süßwassers
- 2004: Internationales Jahr zum Gedenken an den Kampf gegen die Sklaverei und an ihre Abschaffung
- 2004: Internationales Jahr des Reises (Internationales Reis-Jahr)
- 2005: Internationales Jahr des Sports und des Sportunterrichts
- 2005: Internationales Jahr der Kleinstkredite
- 2005: Internationales Jahr der Physik
- 2006: Internationales Jahr der Wüsten und Wüstenbildung
- 2007: Internationales Heliophysikalisches Jahr
- 2007: Internationales Jahr der Delphine
- 2007/2008: Internationales Polarjahr
- 2008: Internationales Jahr des Planeten Erde
- 2008: Internationales Jahr des Frosches
- 2008: Internationales Jahr des Riffs
- 2008: Internationales Jahr der Kartoffel
- 2008: Internationales Jahr der Sprachen
- 2008: Internationales Jahr der sanitären Grundversorgung
- 2009: Internationales Jahr der Astronomie
- 2009: Internationales Jahr der Aussöhnung
- 2009: Internationales Jahr der Naturfasern
- 2009: Internationales Jahr des Gorillas

### 2010–2019
- 2010: Internationales Jahr der biologischen Vielfalt
  - Internationales Jahr für die Annäherung der Kulturen
  - Internationales Jahr der Seefahrer
- 2010/2011: Internationales Jahr der Jugend 2010/2011
- 2011: Internationales Jahr der Wälder
  - Internationales Jahr der Chemie
  - Internationales Jahr der Menschen afrikanischer Abstammung
- 2011/2012: Internationales Jahr der Fledermaus
- 2012: Internationales Jahr der Genossenschaften
  - Internationales Jahr der erneuerbaren Energie für alle
- 2013: Internationales Jahr der Zusammenarbeit im Bereich Wasser
  - Internationales Jahr der Quinoa[1][2]
- 2014: Internationales Jahr der Kristallographie
  - Internationales Jahr der kleinen Inselentwicklungsländer
  - Internationales Jahr der kleinbäuerlichen Landwirtschaft
  - Internationales Jahr der Solidarität mit den Bewohnern Palästinas
- 2015: Internationales Jahr des Lichts
  - Internationales Jahr der Böden
- 2015/16: Internationales Jahr der Karten[3]
- 2016: Internationales Jahr der Geographie
  - Internationales Jahr der Hülsenfrüchte
- 2017: Internationales Jahr des nachhaltigen Tourismus für Entwicklung
- 2018: Internationales Jahr des Riffs
- 2019: Internationales Jahr der indigenen Sprachen
  - Internationales Jahr der Mäßigung
  - Internationales Jahr des Periodensystems der chemischen Elemente

### 2020–2029
- 2020: Internationales Jahr der Pflanzengesundheit
- 2020: Internationales Jahr der Krankenschwester und der Hebamme
- 2021: Internationales Jahr für Höhlen und Karst
- 2021: Internationales Jahr für die Beseitigung der Kinderarbeit
- 2021: Internationales Jahr des Friedens und des Vertrauens
- 2021: Internationales Jahr des Obstes und Gemüses
- 2021: Internationales Jahr der Kreativwirtschaft für die nachhaltige Entwicklung
- 2022: Internationales Jahr der handwerklichen Fischerei und Aquakultur
- 2022: Internationales Jahr des Glases
- 2023: Internationales Jahr der Hirse
- 2023: Internationales Jahr des Dialogs als Friedensgarantie
- 2023–2027: Fünf Aktionsjahre zugunsten der Entwicklung von Bergregionen
- 2024: Internationales Jahr der Kamele
- 2025: Internationales Jahr der Erhaltung der Gletscher
- 2025: Internationales Jahr des Friedens und des Vertrauens
- 2025: Internationales Jahr der Genossenschaften
- 2025: Internationales Jahr der Quantenwissenschaft und Quantentechnologien
- 2026: Internationales Jahr des Weidelands und Hirten
- 2026: Internationales Jahr der Freiwilligen im Dienste der nachhaltigen Entwicklung
- 2026: Internationales Jahr der Bäuerin
- 2026: Internationales Jahr des nachhaltigen und krisenfesten Tourismus
- 2029: Internationales Jahr der Aufklärung über Asteroiden und des Schutzes der Erde

## Internationale Dekaden
- 1960–1970 UN-Dekade für Entwicklung
- 1970–1979 1. Abrüstungsdekade
- 1971–1980 2. UN-Dekade für Entwicklung
- 1973–1983 UN-Dekade gegen Rassismus
- 1976–1985 UN-Dekade für Frauen
- 1978–1988 UN-Dekade für Transport und Telekommunikation in Afrika
- 1980–1989 UN-Dekade für industrielle Entwicklung in Afrika
- 1980–1989 2. Abrüstungsdekade
- 1980–1990 3. UN-Dekade für Entwicklung
- 1980–1990 Internationale Dekade für das Recht auf Zugang zu sauberen Wasser und Sanitäranlagen
- 1983–1992 UN-Dekade für benachteilige Menschen
- 1983–1993 2. UN-Dekade gegen Rassismus
- 1988–1997 Weltdekade für kulturelle Entwicklung
- 1990–1999 3. Abrüstungsdekade
- 1990–1999 Internationale Dekade für Katastrophenvorbeugung
- 1990–1999 Völkerrechtsdekade der Vereinten Nationen
- 1990–2000 Internationale Dekade für die Beseitigung des Kolonialismus
- 1991–2000 Dekade der Vereinten Nationen zur Bekämpfung des Drogenmissbrauchs
- 1991–2000 4. Entwicklungsdekade der Vereinten Nationen
- 1991–2000 2. UN-Dekade für Transport und Telekommunikation in Afrika
- 1991–2000 2. UN-Dekade für industrielle Entwicklung in Afrika
- 1993–2003 3. internationales Jahrzehnt zur Bekämpfung von Rassismus und Diskriminierung
- 1994–2004 Internationales Jahrzehnt der indigenen Völker der Erde
- 1995–2004 UN-Dekade für Menschenrechtsbildung
- 1997–2006 UN-Dekade zur Bekämpfung der Armut
- 2001–2010 UN-Dekade zur Bekämpfung der Malaria
- 2001–2010 2. Internationale Dekade für die Beseitigung des Kolonialismus
- 2001–2010 Internationale Dekade für eine Kultur des Friedens und der Gewaltlosigkeit zugunsten der Kinder dieser Welt
- 2001–2010 2. UN-Dekade für die Beseitigung des Kolonialismus
- 2003–2012 UN-Literatur-Dekade: Bildung für Alle
- 2005–2014 2. internationales Jahrzehnt der indigenen Völker der Erde
- 2005–2014 UN-Dekade Bildung für nachhaltige Entwicklung
- 2005–2015 UN-Dekade für das Menschenrecht auf Zugang zu sauberem Trinkwasser
- 2006–2016 UN-Dekade für Wiederherstellung zerstörter Regionen (nach Tschernobyl)
- 2008–2017 UN-Dekade zur Bekämpfung der Armut
- 2010–2020 UN-Dekade zur Bekämpfung der Desertifikation
- 2011–2020 UN-Dekade zur Verbesserung der Straßenverkehrssicherheit
- 2011–2020 3. UN-Dekade für die Beseitigung des Kolonialismus
- 2011–2020 UN-Dekade für die Erhaltung der natürlichen Artenvielfalt
- 2014–2024 UN-Dekade für regenerative Energiegewinnung für alle
- 2015–2024 Internationale Dekade der Menschen afrikanischer Abstammung unter dem Motto „Menschen afrikanischer Abstammung: Anerkennung, Gerechtigkeit und Entwicklung“
- 2016–2025 UN-Dekade zur Bekämpfung der Unterernährung und ernährungsbedingter Krankheiten
- 2016–2025 3. UN-Dekade für industrielle Entwicklung in Afrika
- 2018–2028 UN-Dekade Wasser für eine nachhaltige Entwicklung
- 2019–2028 UN-Dekade der bäuerlichen Kleinstbetriebe
- 2021–2030 UN-Dekade der Meeresforschung für nachhaltige Entwicklung (UN Ocean Decade)[4][5]
- 2021–2030 UN-Dekade zur Wiederherstellung von Ökosystemen[6]
- 2022–2032 UN-Dekade der indigenen Sprachen
- 2025–2034 UN-Dekade der Aktion für Kryosphärenwissenschaften[7][8]